# Sima Tan
Sima Tan (en xinès tradicional: 司馬談; en xinès simplificat: 司马谈; en pinyin: Sīmǎ Tán; Wade-Giles Ssu-ma T'an) (vers 165 aC – 110 aC) va ser un erudit i escriba xinès de la dinastia Han. Va estudiar l'astronomia/astrologia, el Yijing i el daoisme. Entre els anys 140 i 110 aC va ocupar el càrrec de "Gran historiador" a la cort i va començar a redactar el Shiji (Memòries històriques), un llibre bàsic de la historiografia xinesa que va ser continuat pel seu fill Sima Qian després de la seva mort.
En un assaig seu inclòs al Shiji, Sima Tan classifica el pensament xinès en sis llinatges o escoles (jia): confucianisme (ru jia), daoisme (dao jia), legalisme (fa jia), moïsme (mo jia), l'escola dels noms (ming jia) i l'escola del Yin-Yang (yin yang jia).